# Susan Rothenberg
Susan Rothenberg (Buffalo, 20 gennaio 1945 – Galisteo, 18 maggio 2020) è stata una pittrice e illustratrice statunitense.

## Biografia
Dopo aver conseguito nel 1965 il Bachelor of Fine Arts all'Università Cornell, nel 1967 si trasferì a Washington dove studiò all'Università George Washington e alla Corcoran School of the Arts and Design.
Nel 1969 si trasferì a New York, dove divenne nota per i suoi grandi dipinti acrilici raffiguranti imponenti cavalli a grandezza naturale, in gran parte monocromatici.
La prima mostra personale della Rothenberg si tenne nel 1975 presso la 112 Greene Street Gallery di New York. Era composta da tre dipinti di cavalli di grandi dimensioni ed era stata annunciata per aver introdotto le immagini nell'astrazione minimalista, apportando allo stesso tempo una nuova sensibilità all'arte figurativa. Il critico Peter Schjeldahl definì la mostra «un'eureka», affermando che «il grande formato delle immagini era un gesto di ambizione» e che «era sorprendente il semplice riferimento a qualcosa di realmente esistente».
Dalla metà degli anni settanta la Rothenberg è stata riconosciuta come una delle artiste più innovative e indipendenti dell'arte contemporanea. In un'epoca in cui il minimalismo era in prima linea nella scena artistica di New York, si distinse per la sua reintroduzione dell'espressività e della figurazione. Le figure dei cavalli della Rothenberg degli anni settanta contenevano un certo grado di minimalismo a causa delle loro qualità ripetitive, la sua resa frenetica ma sciolta delle figure mescolava le precedenti convenzioni dell'espressionismo astratto e della pittura a campi di colore.
All'inizio degli anni ottanta si concentrò su teste senza corpo e parti del corpo, e alla fine del decennio dipingeva opere figurative complesse e simboliche piene di colore e movimento.
Nel 1980 Susan Rothenberg venne premiata con il Guggenheim Fellowship in arti visive.
Dopo essersi trasferita in un ranch vicino a Galisteo, nel New Mexico, i suoi dipinti riflettevano la vita negli Stati Uniti sudoccidentali e divennero soffusi di colore. A partire dagli anni novanta utilizzò la «memoria di eventi osservati e vissuti» (un incidente a cavallo, una puntura d'ape quasi fatale, una passeggiata con il cane, una partita a poker o a domino) come ispirazione per i suoi soggetti e adottò la pittura a olio come tecnica preferita. Come nei suoi lavori precedenti, questi dipinti sono caratterizzati da una pennellata energica e densamente stratificata e mostrano il suo interesse nell'esplorazione del rapporto tra immagini e superficie.
Nel 2010 David Belcher, critico d'arte del New York Times, scrisse che i paragoni tra Susan Rothenberg e Georgia O'Keeffe erano «diventati difficili da evitare».
Dai suoi primi anni a SoHo sino al suo trasferimento nel deserto del New Mexico, Rothenberg è rimasta influenzata e stimolata dal suo ambiente fisico quanto lo è dalle questioni artistiche e dalle esperienze personali. Oltre ai suoi primi dipinti di cavalli, Rothenberg ha assunto numerose forme come soggetto, come figure danzanti, teste e corpi, animali e paesaggi suggestivi. Le tele viscerali di Rothenberg hanno continuato ad evolversi, mentre esplorava il confine tra rappresentazione figurale e astrazione; il suo lavoro esamina anche il ruolo del colore e della luce e la traduzione della sua esperienza personale su una superficie pittorica.

Tuttavia Rothenberg ha contestato questi paragoni con O'Keeffe, affermando che sono «persone completamente diverse» con energie artistiche diverse. Sebbene entrambi abbiano tratto ispirazione dal paesaggio del New Mexico, i dipinti della Rothenberg contengono una qualità significativamente più aggressiva.
Anche se più conosciuta come pittrice, Rothenberg diede anche un importante contributo alla tecnica del disegno. In occasione della sua mostra di disegni del 2004 alla Sperone Westwater di Manhattan, Robert Storr scrisse: «[...] fondamentalmente, il disegno è tanto una questione di evocazione quanto di rappresentazione, di identificazione delle qualità primarie delle cose nel mondo e di trasposizione delle stesse senza perderne l'essenza. Questo, ad ogni modo, è ciò che il disegno è stato per Rothenberg».
Nel 2003 ottenne il Premio Schock in arti visive.
Nel 2017 venne premiata dall'Hirshhorn Museum and Sculpture Garden di Washington.

### Vita privata
Nel 1971 sposò in prime nozze lo scultore George Trakas, da cui ebbe una figlia; i due divorziarono nel 1979. Nel 1989 passò a nuove nozze, con l'artista Bruce Nauman.

## Esposizioni
Le opere della Rothenberg sono state esposte negli Stati Uniti e all'estero.
La sua prima importante mostra personale, itinerante, è iniziata al Los Angeles County Museum of Art, è proseguita al San Francisco Museum of Modern Art, al Carnegie Institute di Pittsburgh e alla Tate Gallery di Londra (1983-1985).
Successivamente una retrospettiva delle sue opere è stata organizzata dalla Albright-Knox Art Gallery di Buffalo (1992–1993), proseguita al Hirshhorn Museum and Sculpture Garden di Washington, al Saint Louis Art Museum, al Museum of Contemporary Art (Chicago), al Seattle Art Museum e al Dallas Museum of Art (1993-1994).
Una retrospettiva al Museo di Arte Contemporanea di Monterrey, in Messico (1996-97); disegni e stampe presentate all'Herbert F. Johnson Museum of Art, presso l'Università Cornell di Ithaca (1998); la retrospettiva di dipinti degli anni novanta al Museum of Fine Arts (Boston) (1999). il curatore Michael Auping ha selezionato un gruppo di opere e le ha presentate al Museo d'arte moderna di Fort Worth con il titolo Moving in Place (2009-10), poi al Georgia O'Keeffe Museum di Santa Fe (2010) e al Miami Art Museum (2010-11).
La prima retrospettiva postuma è stata organizzata da Hall Art Foundation, prima al Kunstmuseum Schloss Derneburg, in Germania (dal 17 settembre 2021 al 16 ottobre 2022), poi alla Hall Art Foundation di Reading (Vermont) (dal 13 maggio al 26 novembre 2023).
Una sua opera del 1976, Butterfly, è stata esposta nella Treaty Room della Casa Bianca durante l'amministrazione Obama.